# Shen Gongbao

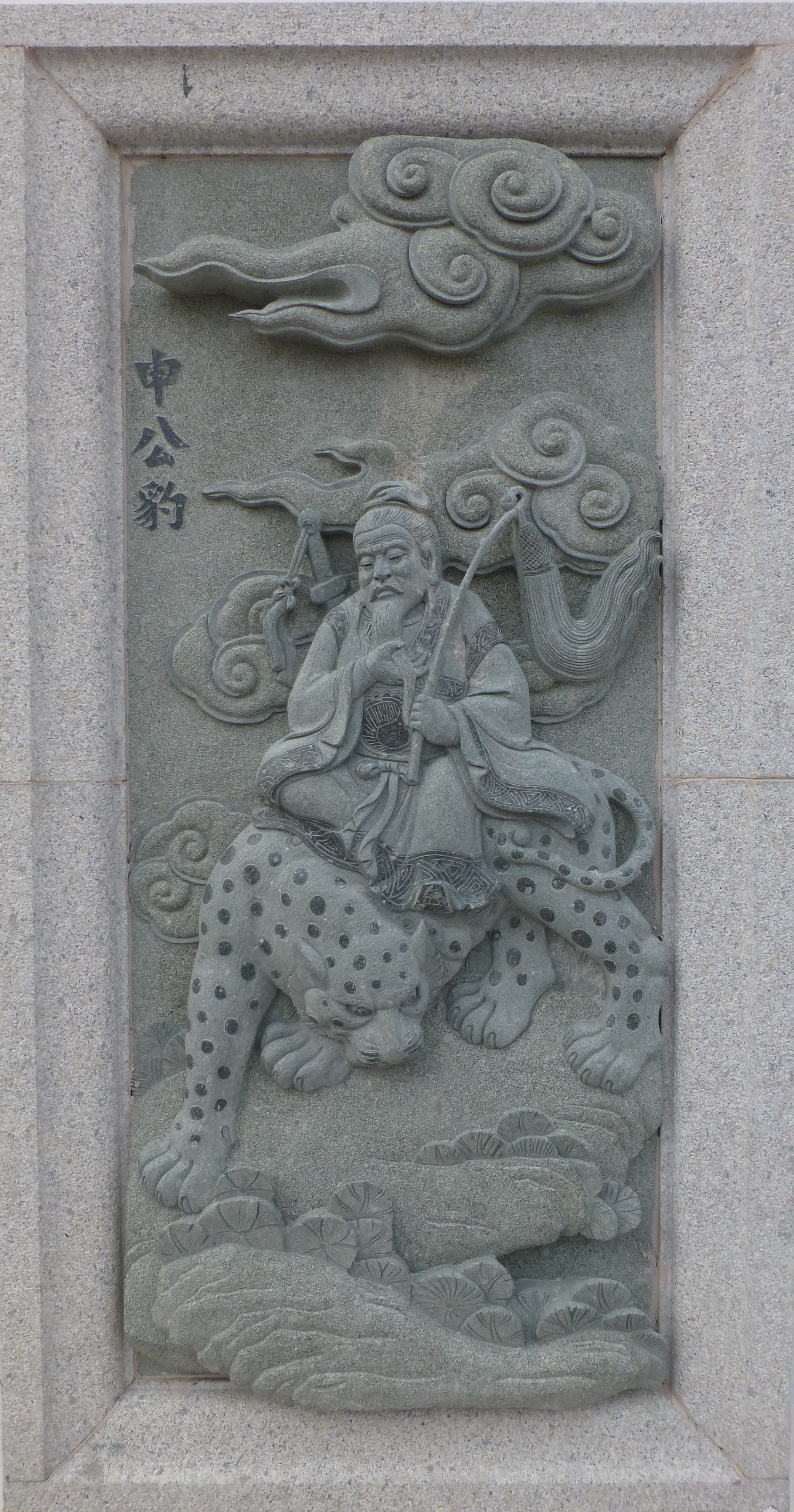
Shen Gongbao, un discípulo del Primogenitor Celestial

Shen Gongbao (申公豹) es un personaje importante de la famosa novela clásica china La Investidura de los Dioses. Shen Gongbao es discípulo de Yuanshi Tianzun, compañero de aprendizaje de Jiang Ziya.